# Енциклопедия
Енциклопедията е вид справочник, съдържащ обобщение на цялата информация от всички области на знанието или от дадена негова област.
Енциклопедиите включват набор от тематични статии, които обикновено са подредени по азбучен ред на заглавията и са по-дълги и по-подробни от дефинициите в речниците. Най-общо казано, за разлика от речниковите дефиниции, които се концентрират върху лингвистичната информация за съответния термин, енциклопедичните статии наблягат на фактологичната информация за обекта, означаван от термина.
Енциклопедии съществуват от около две хилядолетия, като най-старата запазена е „Естествена история“ (Naturalis Historia) на Плиний Стари (I век). Съвременните енциклопедии се появяват около XVII век като резултат от развитието на речниците. През следващите столетия се издават множество енциклопедии, като някои включват само един том, а други са многотомни. Някои съвременни енциклопедии са електронни и често са със свободен достъп.

## Наименование
Думата „енциклопедия“ се използва за пръв път на койне във формата ἐγκυκλοπαιδεία, която от своя страна произлиза от класически старогръцки – „ἐγκύκλιος παιδεία“. Тази фраза се превежда като „образование в пълен кръг“ или „общо познание“ – „ἐγκύκλιος“ означава „кръгъл“,, а „παιδεία“ – „образование, отглеждане на дете“.

## Понятие и дело
Понятието за енциклопедист се свързва с всестранно развитата личност (на латински: homo universalis). То се появява през Ренесанса под въздействието на Великите географски открития и опознаването на преди това непознати за западноевропейската цивилизация територии от земната повърхност и в частност на Новия свят. В този смисъл кръгозорът (т.е. кръгът от знания за заобикалящия го свят) на човека от западната цивилизация се разширява неимоверно, подтиквайки го към изучаване на заобикалящата го действителност. От Америка по това време (XVI – XVII век) са пренесени в Стария свят важни земеделски култури – виж Колумбов обмен.
Налагането на този нов тип култура и познание е продиктувано под въздействието на променилото се християнско европейско общество след Реформацията и особено Контрареформацията. В основата на енциклопедията и енциклопедизма, такива каквито ги различаваме и познаваме и днес, е Обществото на Исус. По-голямата част от първите енциклопедисти и съставители на енциклопедията във Франция по времето на класицизма и Просвещението (Дени Дидро, Волтер и др.) са получили образованието си от йезуитите. Особен тласък на това дело дава основателят на Френската академия на „безсмъртните“ – кардинал Ришельо и наследилия го на поста – кардинал Мазарини.

## История на енциклопедизма
Енциклопедията във формата, в която я познаваме днес, се появява в XVIII век. Като образец при съставянето ѝ служи речникът. Речникът съдържа само думи и техните дефиниции, даващи на читателя минимална информация, която често не му позволява да разбере значението и смисъла на термина или как понятието се отнася в широкия спектър от знания. За преодоляване на този недостатък, енциклопедията прониква в дълбочината на всеки предмет, правейки прегледни натрупаните знания за него. Енциклопедията често съдържа много географски карти и илюстрации, както и библиография и статистика.
Енциклопедични произведения са съставяни още в периода на Средното царство на Древен Египет (2000 г. пр.н.е.), но едва след 16 век започва използването на термина енциклопедия.
Сводове на знанието са съставяни и в Древен Китай (XII – X век пр.н.е.). В античността за основоположници на енциклопедизма се сочат Демокрит, Аристотел и особено Варон с неговите „Дисциплини“.
Енциклопедиите са популярни в християнския свят през т.нар. ранно средновековие. В западните части на Римската империя, или на територията на Западната Римска империя, пример в това отношение е творчеството на Исидор Севилски, а на изток във Византия – византийския лексикон „Свидас“.
От същинското средновековие в Западна Европа са известни няколко енциклопедични труда:
1. Огледало (на латински: speculum);
2. Компендиум (на латински: compendium) и
3. Сума (на латински: summa, мн.ч. summae),

Те служат за основни учебни пособия на студентите от „низшия“ общообразователен факултет в университетите. Ценен принос към енциклопедизма има доминиканският монах Винсент от Бове (в средата на XIII век) с неговата Bibliotheca Mundi („Световна библиотека“), или „Великото огледало“ (на латински: Speculum maius) – в 80 тома и три части. Преди XIII век всичките тези произведения са на латински, като постепенно възникват речниците за редки думи и изрази.
Огромен тласък енциклопедизмът получава по времето на Ренесанса, а след изобретяването на печатната преса от Йохан Гутенберг през XVI – XVII век се появява и налага и терминът „енциклопедия“ в съвременния смисъл на думата.
Известни енциклопедии са френската Енциклопедия или Тълковен речник на науките, изкуствата и занаятите, съставена от Дени Дидро и Жан Даламбер през 18 век, английската Енциклопедия Британика, чиито издания продължават и до днес, руският Енциклопедичен речник на Брокхауз и Ефрон, последван от съветската Большая советская энциклопедия, заменена от Голяма руска енциклопедия. Biologia Centrali-Americana е монументала енциклопедия по естествознание от началото на XX век.

## Видове енциклопедии
Най-общо енциклопедиите могат да се разделят на:
- общи или универсални – Уикипедия, Енциклопедия Британика, Голяма руска енциклопедия и т.н.
- предметни или отраслови – за медицина, философия, право и т.н.
- регионални – например за държава, култура, историко-географска област и т.н.
- тематични – например за риболов, гъби, билки и т.н.
- проблемни – например за идеология, етика и т.н.
- персонални – например за личност и т.н.

По способ на организацията се различават:
- азбучни – статиите и/или темите са подредени по азбучен ред;
- йерархически или тематични – информацията е подредена логическо-тематично, разделена по дялове на познанието;
- азбучно-тематични.

Според субекта или читателската аудитория за която са предназначени, енциклопедиите биват:
- за специалисти;
- за широк кръг читатели;
- за определена категория читатели, например родилки и т.н.

Енциклопедиите могат да бъдат оригинални и преводни. Когато енциклопедичните статии са кратки по обем и предлагат само тълкуване на понятията, изданията се наричат енциклопедични речници.
Електронните енциклопедии позволяват търсене на информация по различен критерий. С постоянно усъвършенствуващия се интерфейс и мултимедийни услуги, те притежават много по-разширени функционални възможности от печатните издания.